# Nosophora dispilalis
Nosophora dispilalis là một loài bướm đêm trong họ Crambidae.